# Maussac
Maussac est une commune française située dans le département de la Corrèze en région Nouvelle-Aquitaine.

## Géographie
La commune est traversée par la Luzège.
Outre des hameaux comportant des exploitations agricoles, la commune se répartit en trois pôles :
- le bourg lui-même avec l'église, la mairie, la place de l'église et le cimetière ;
- à 500 m au sud, le Poteau de Maussac, au carrefour de la RN 89 et de la route D 36 de Meymac avec une zone artisanale et un hôtel ;
- à 2 km au nord, Maussac-Gare, hameau regroupé autour de la gare, de l'ancienne mine, de la poste, de l'école et de quelques commerces.

### Communes limitrophes
Les communes limitrophes sont  Combressol, Darnets, Davignac, Meymac et Soudeilles.

### Transports
La commune est traversée dans le sens est-ouest par la ligne  de Ligne de Tulle à Meymac  (transversale sud de Lyon-Bordeaux) et l'autoroute A89.
La RN 89 la borde au sud.

### Climat
Pour des articles plus généraux, voir Climat de la Nouvelle-Aquitaine et Climat de la Corrèze.
Historiquement, la commune est exposée à un climat montagnard.  
En 2020, Météo-France publie une typologie des climats de la France métropolitaine dans laquelle la commune est exposée à un climat de montagne et est dans la région climatique  Ouest et nord-ouest du Massif Central, caractérisée par une pluviométrie annuelle de 900 à 1 500 mm, maximale en automne et en hiver.
Pour la période 1971-2000, la température annuelle moyenne est de 9,8 °C, avec  une amplitude thermique annuelle de 15 °C. Le cumul annuel moyen de précipitations est de 1 235 mm, avec 13,8 jours de précipitations en janvier et 8,2 jours en juillet. Pour la période 1991-2020, la température moyenne annuelle observée sur la station météorologique la plus proche, située dans la commune d'Égletons à 11 km à vol d'oiseau, est de 10,6 °C et le cumul annuel moyen de précipitations est de 1 428,5 mm,. Pour l'avenir, les paramètres climatiques de la commune estimés pour 2050 selon différents scénarios d’émission de gaz à effet de serre sont consultables sur un site dédié publié par Météo-France en novembre 2022.

## Urbanisme

### Typologie
Au 1er janvier 2024, Maussac est catégorisée commune rurale à habitat dispersé, selon la nouvelle grille communale de densité à 7 niveaux définie par l'Insee en 2022.
Elle est située hors unité urbaine. Par ailleurs la commune fait partie de l'aire d'attraction d'Ussel, dont elle est une commune de la couronne,. Cette aire, qui regroupe 38 communes, est catégorisée dans les aires de moins de 50 000 habitants,.

### Occupation des sols
L'occupation des sols de la commune, telle qu'elle ressort de la base de données européenne d’occupation biophysique des sols Corine Land Cover (CLC), est marquée par l'importance des forêts et milieux semi-naturels (57,2 % en 2018), en diminution par rapport à 1990 (59,7 %). La répartition détaillée en 2018 est la suivante : 
forêts (54,9 %), prairies (35,8 %), zones agricoles hétérogènes (2,7 %), zones industrielles ou commerciales et réseaux de communication (2,4 %), milieux à végétation arbustive et/ou herbacée (2,4 %), zones urbanisées (1,9 %).
L'évolution de l’occupation des sols de la commune et de ses infrastructures peut être observée sur les différentes représentations cartographiques du territoire : la carte de Cassini (XVIIIe siècle), la carte d'état-major (1820-1866) et les cartes ou photos aériennes de l'IGN pour la période actuelle (1950 à aujourd'hui).

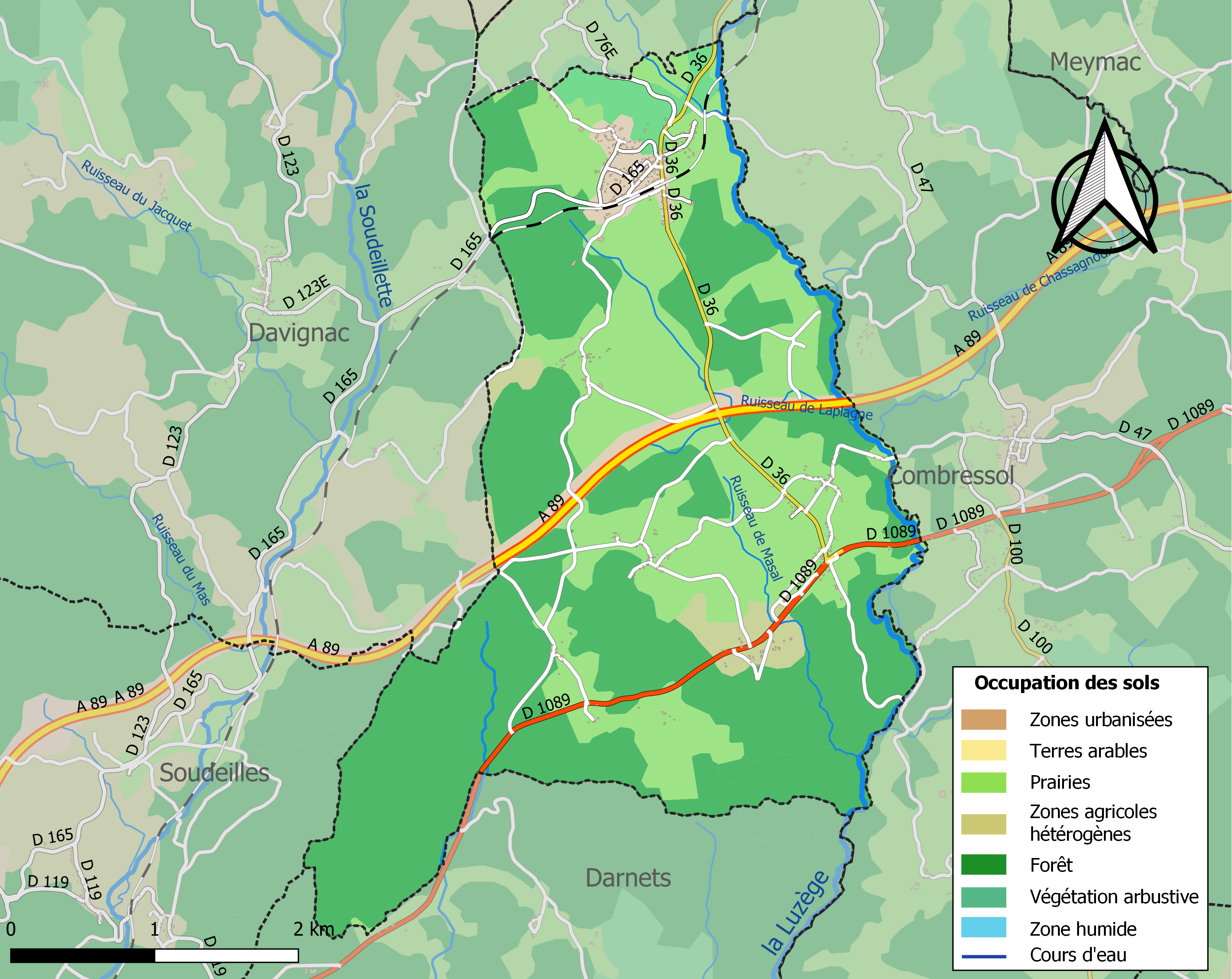
Carte des infrastructures et de l'occupation des sols de la commune en 2018 (CLC).

### Risques majeurs
Le territoire de la commune de Maussac est vulnérable à différents aléas naturels : météorologiques (tempête, orage, neige, grand froid, canicule ou sécheresse), feux de forêts, mouvements de terrains et séisme (sismicité très faible). Il est également exposé à un risque technologique,  le transport de matières dangereuses, et à deux risques particuliers : le risque minier et le risque de radon. Un site publié par le BRGM permet d'évaluer simplement et rapidement les risques d'un bien localisé soit par son adresse soit par le numéro de sa parcelle.

#### Risques naturels

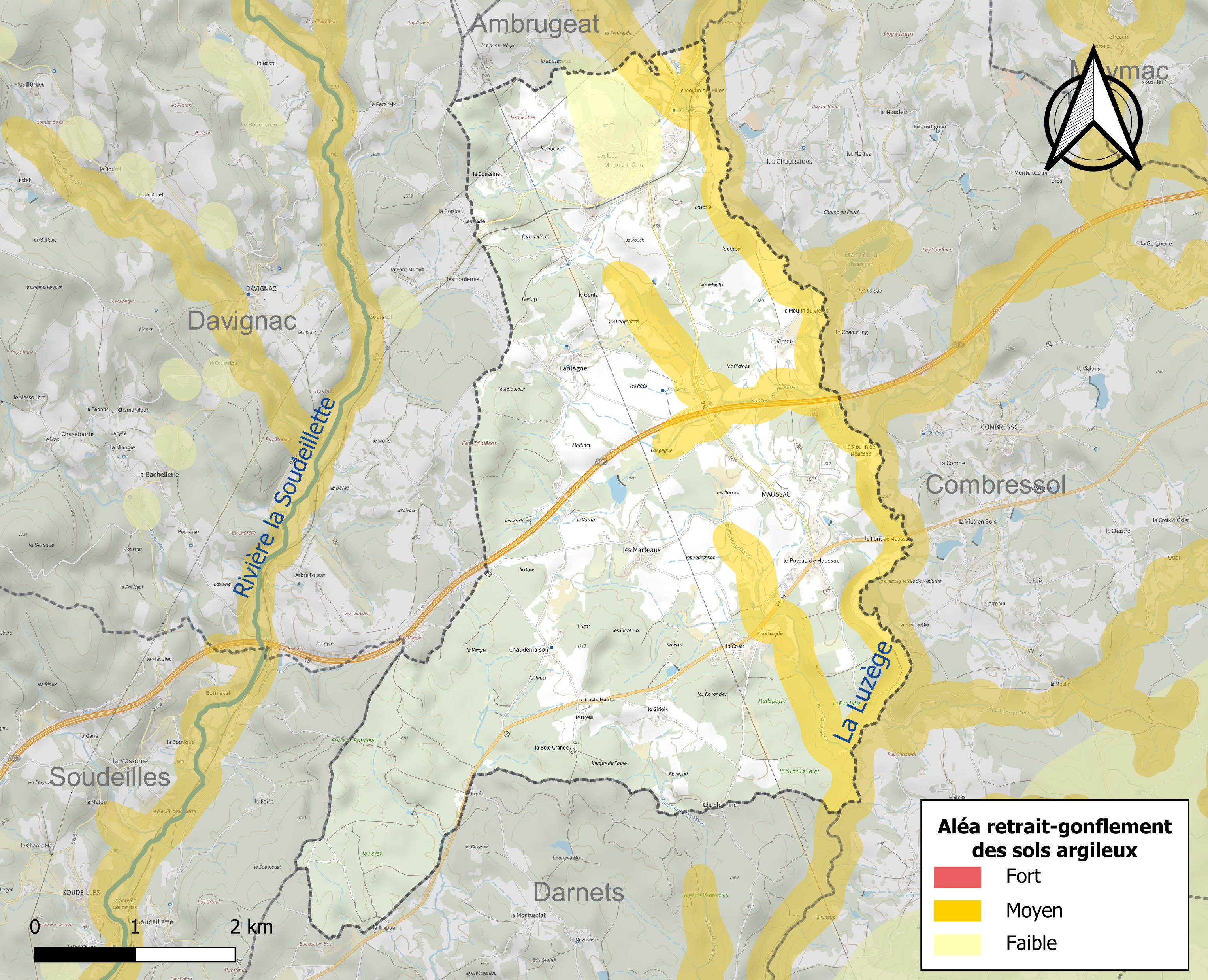
Carte des zones d'aléa retrait-gonflement des sols argileux de Maussac.

La commune est vulnérable au risque de mouvements de terrains constitué principalement du retrait-gonflement des sols argileux. Cet aléa est susceptible d'engendrer des dommages importants aux bâtiments en cas d’alternance de périodes de sécheresse et de pluie. 16,8 % de la superficie communale est en aléa moyen ou fort (26,8 % au niveau départemental et 48,5 % au niveau national). Sur les 279 bâtiments dénombrés sur la commune en 2019, onze sont en aléa moyen ou fort, soit 4 %, à comparer aux 36 % au niveau départemental et 54 % au niveau national. Une cartographie de l'exposition du territoire national au retrait gonflement des sols argileux est disponible sur le site du BRGM,.
Concernant les feux de forêt, aucun plan de prévention des risques incendie de forêt (PPRIF) n’a été établi en Corrèze, néanmoins le code de l’urbanisme impose la prise en compte des risques dans les documents d’urbanisme. Le périmètre des servitudes d'utilité publique et des zones d'obligation légale de débroussaillement pour les particuliers est quant à lui défini pour la commune dans une carte dédiée. 

#### Risques technologiques
Le risque de transport de matières dangereuses sur la commune est lié à sa traversée par une route à fort trafic et une canalisation de transport d'hydrocarbures. Un accident se produisant sur de telles infrastructures est susceptible d’avoir des effets graves sur les biens, les personnes ou l'environnement, selon la nature du matériau transporté. Des dispositions d’urbanisme peuvent être préconisées en conséquence.

#### Risques particuliers
La commune est  concernée par le risque minier, principalement lié à l’évolution des cavités souterraines laissées à l’abandon et sans entretien après l’exploitation de mines. 
Dans plusieurs parties du territoire national, le radon, accumulé dans certains logements ou autres locaux, peut constituer une source significative d’exposition de la population aux rayonnements ionisants. Certaines communes du département sont concernées par le risque radon à un niveau plus ou moins élevé. Selon la classification de 2018, la commune de Maussac est classée en zone 3, à savoir zone à potentiel radon significatif. 

## Histoire

### Période de l'Âge du fer
Un tumulus marque le point de jonction des communes de Maussac, Meymac et Davignac.
Près du hameau de la Forêt, plusieurs amas de pierres évoquent des structures écroulées. Le site a livré une hache polie. Quelques tessons de céramique commune, non tournés, peuvent dater de la fin du second Âge du fer ou même de l'époque d'Auguste. Des scories, associés à des fonds de creusets en céramique, se rapportent à une activité métallurgique.

### Période gallo-romaine
Plusieurs gisements gallo-romains sont connus dans la commune.
La voie romaine Clermont-Périgueux passait la Luzège au sud des Chaussades, puis se dirigeait vers la Bole-Grande par les Marteaux.
Un ancien chemin venant d'Ussel se dirigeait vers Saint-Yrieix-le-Déjalat par le Sirieix.
Au bourg, des vestiges antiques sont signalés près de l'église. Ils marquent l'emplacement d'une structure gallo-romaine, peut-être un sanctuaire.
À l'ouest de la gare de Lapleau, des tegulæ et des débris de céramique commune et sigillée indiquent la présence d'une construction gallo-romaine.
Près du hameau des Marteaux, la présence de tegulæ correspond à l'emplacement d'une structure antique.
Non loin de là, à 200 m à l'ouest de la ferme de la Varaze, une sépulture à incinération en coffre funéraire fut mise au jour fin 1965. Le socle et son couvercle ne s'assemblaient pas par un système de bourrelet et de feuillure comme c'est généralement le cas. Le coffre funéraire grossier, de forme quadrangulaire, renfermait une urne cinéraire en verre munie de deux anses massives en forme de M., brisée lors de la découverte.
Une minuscule lamelle d'or (1 cm2) se trouvait parmi les cendres et débris d'ossements, vraisemblablement en remplacement de la traditionnelle monnaie (obole à Charon) destinée à payer le franchissement du fleuve des Enfers. Le mobilier céramique était pratiquement inexistant.

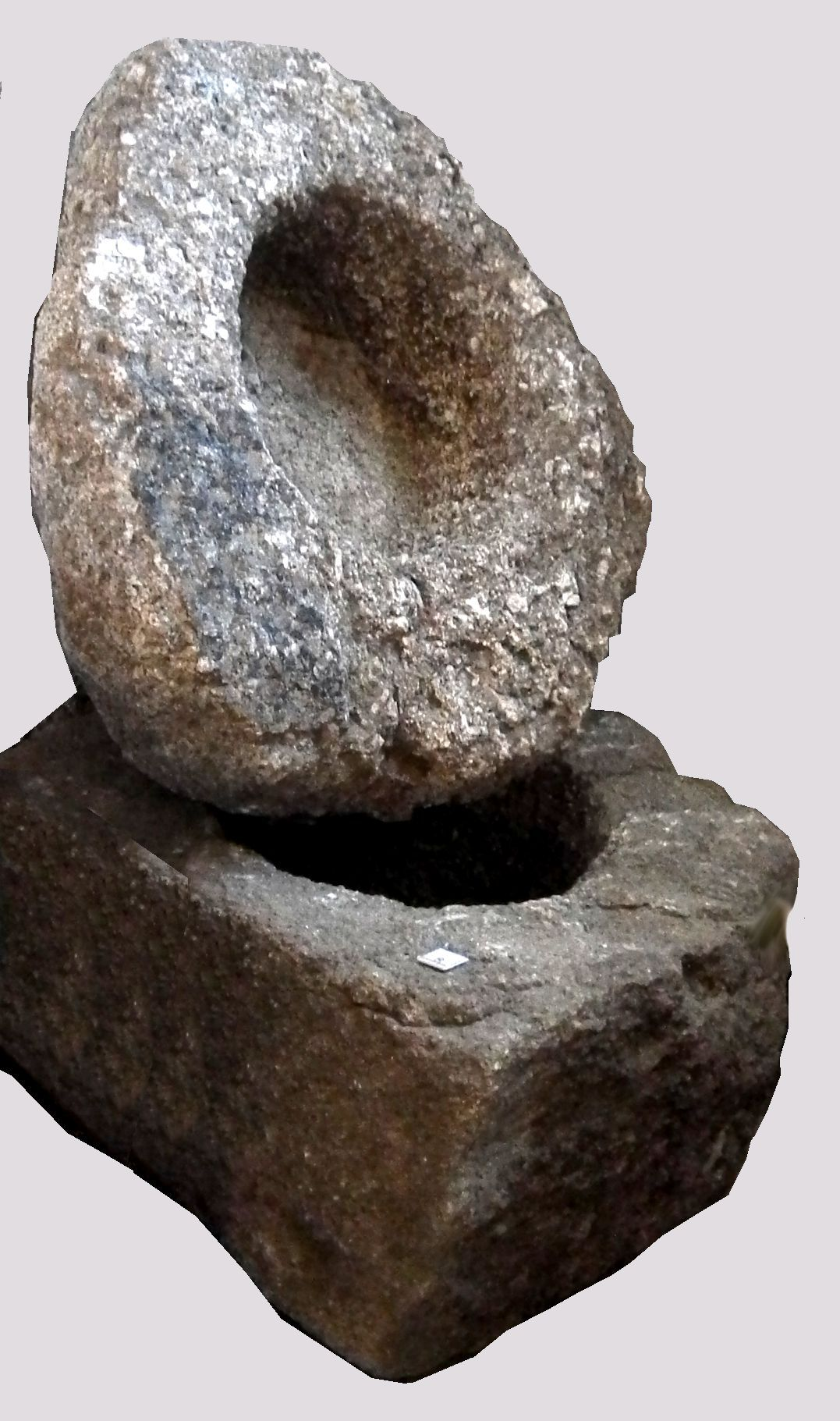
Coffre funéraire des Marteaux[26].
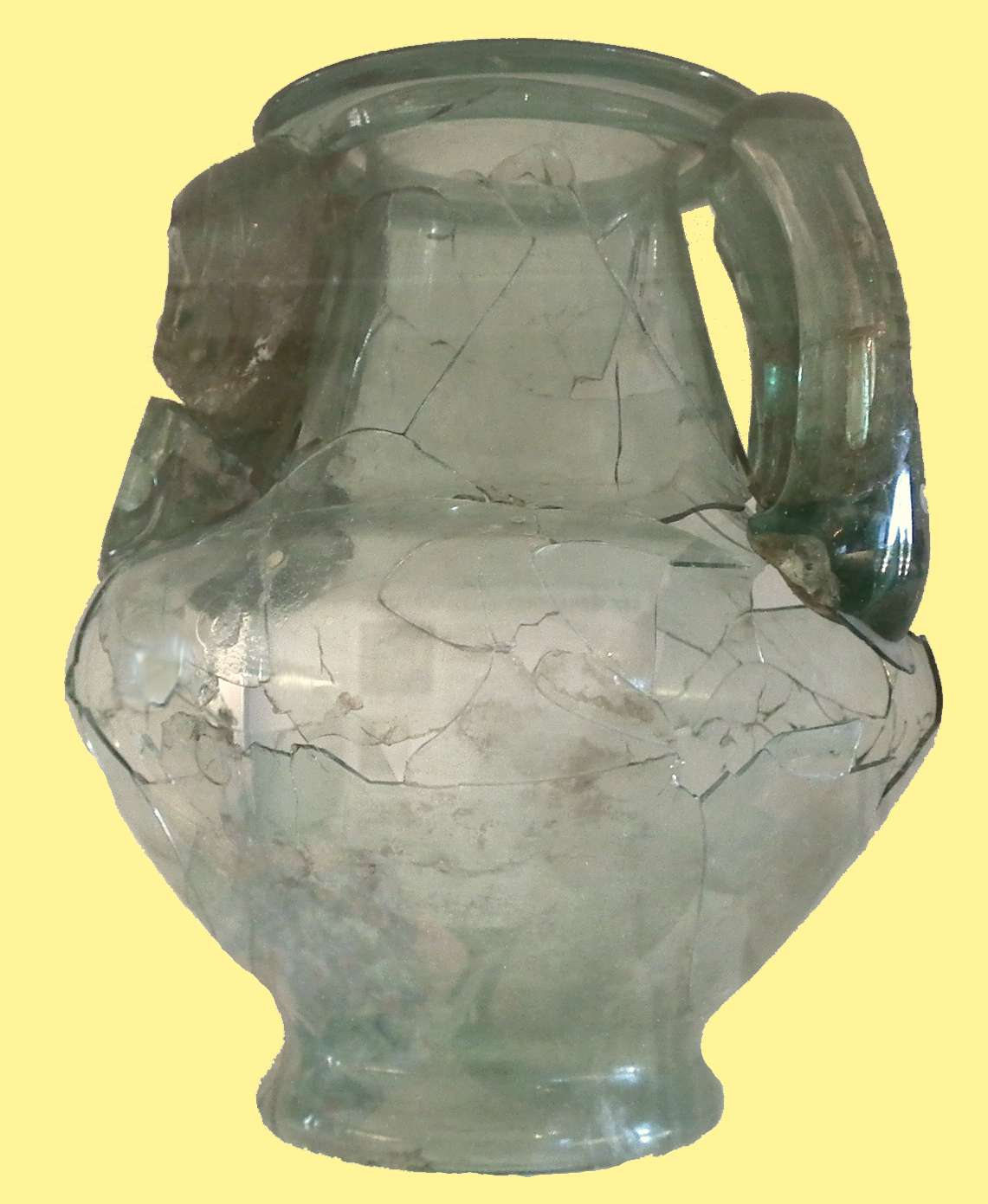
Urne cinéraire à deux anses en M[26].

## Politique et administration

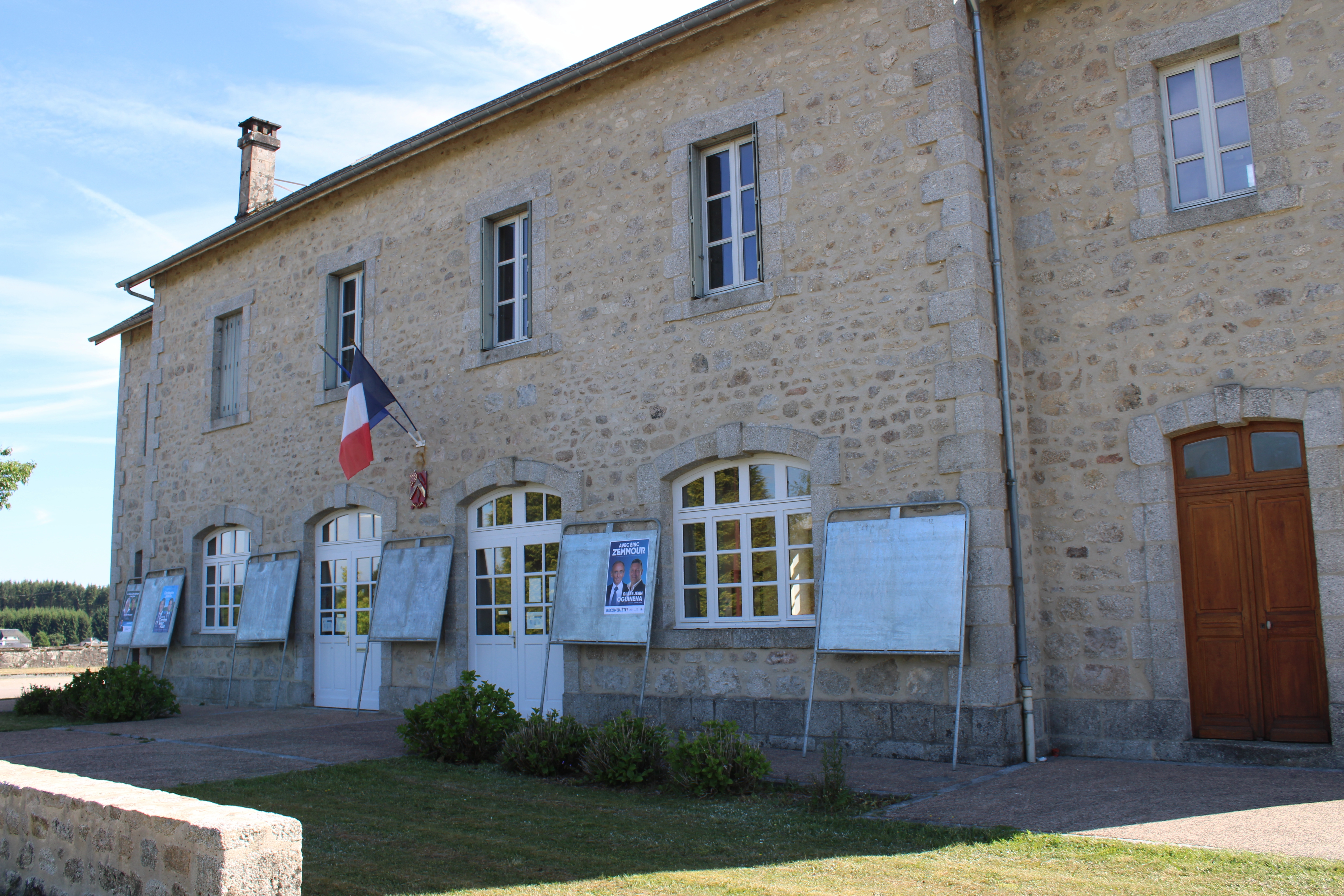
La mairie.

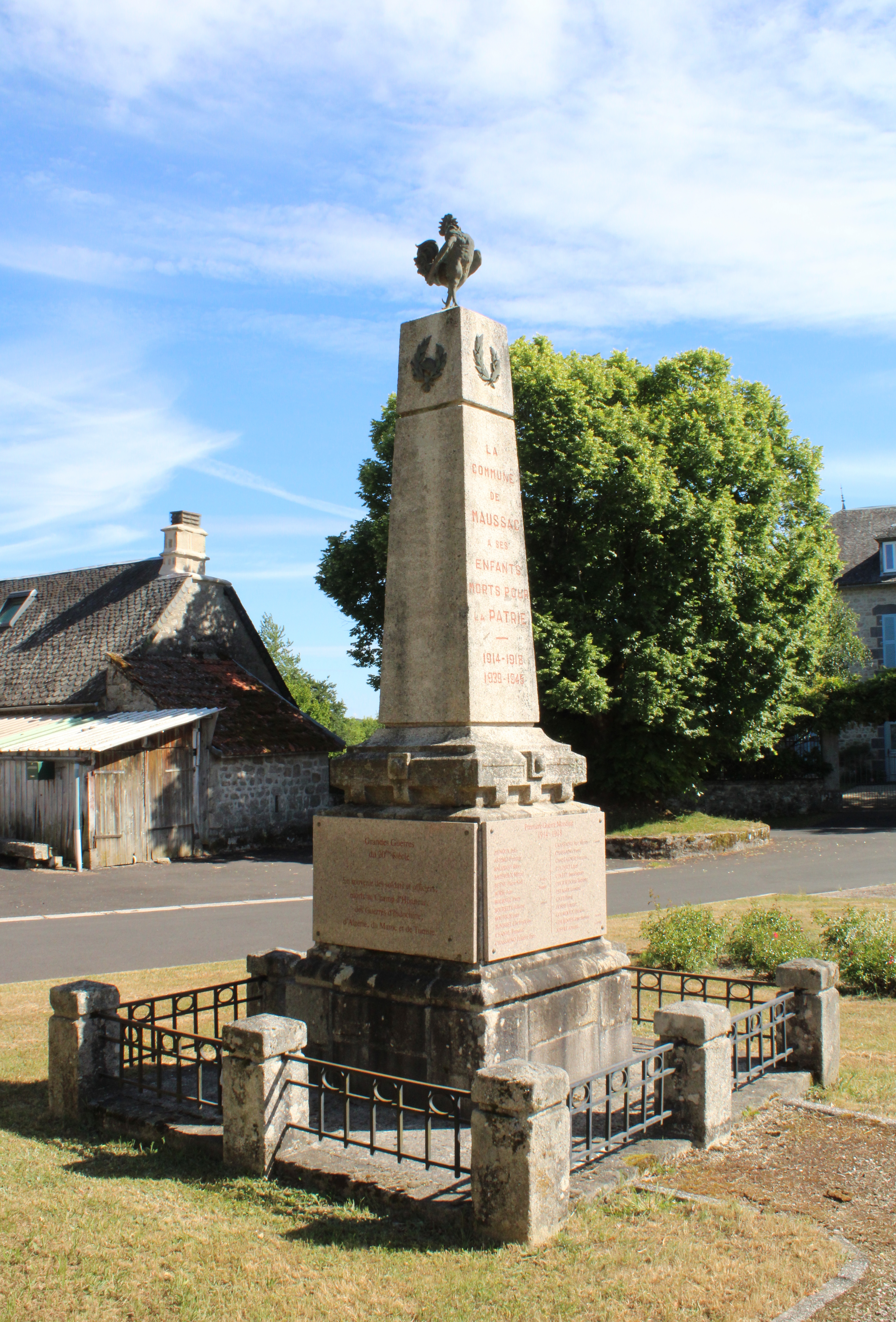
Le monument aux morts.

| Période   | Période  | Identité                    | Étiquette | Qualité |
| --------- | -------- | --------------------------- | --------- | --- |
| 1936      | 1939     | Joseph Bourzeix (1900-1979) | SFIC      | |
| 1944      | 1965     | Joseph Bourzeix             | PCF       | |
| mars 1995 | En cours | Nelly Simandoux             | UMP-LR    | Conseillère départementale du canton du Plateau de Millevaches (2015-2021) Suppléante du sénateur Claude Nougein (depuis 2014) |

## Démographie
L'évolution du nombre d'habitants est connue à travers les recensements de la population effectués dans la commune depuis 1793. Pour les communes de moins de 10 000 habitants, une enquête de recensement portant sur toute la population est réalisée tous les cinq ans, les populations de référence des années intermédiaires étant quant à elles estimées par interpolation ou extrapolation. Pour la commune, le premier recensement exhaustif entrant dans le cadre du nouveau dispositif a été réalisé en 2008.

En 2022, la commune comptait 446 habitants, en évolution de +2,53 % par rapport à 2016 (Corrèze : −0,59 %, France hors Mayotte : +2,11 %).
| 1793 | 1800 | 1806 | 1821 | 1831 | 1836 | 1841 | 1846 | 1851 |
| ---- | ---- | ---- | ---- | ---- | ---- | ---- | ---- | ---- |
| 270  | 319  | 351  | 368  | 441  | 570  | 545  | 582  | 627  |

| 1856 | 1861 | 1866 | 1872 | 1876 | 1881 | 1886 | 1891 | 1896 |
| ---- | ---- | ---- | ---- | ---- | ---- | ---- | ---- | ---- |
| 657  | 698  | 684  | 680  | 670  | 643  | 619  | 641  | 632  |

| 1901 | 1906 | 1911 | 1921 | 1926 | 1931 | 1936 | 1946 | 1954 |
| ---- | ---- | ---- | ---- | ---- | ---- | ---- | ---- | ---- |
| 666  | 639  | 771  | 555  | 555  | 526  | 514  | 560  | 522  |

| 1962 | 1968 | 1975 | 1982 | 1990 | 1999 | 2006 | 2008 | 2013 |
| ---- | ---- | ---- | ---- | ---- | ---- | ---- | ---- | ---- |
| 531  | 513  | 483  | 461  | 397  | 385  | 391  | 392  | 423  |

| 2018 | 2022 | - | - | - | - | - | - | - |
| ---- | ---- | - | - | - | - | - | - | - |
| 442  | 446  | - | - | - | - | - | - | - |

## Économie

### Histoire
- Mines de charbon de Lapleau : uniques dans le Limousin. Première concession d'exploitation accordée en 1809. Mines exploitées jusqu'en 1943. Elles donnaient un charbon de forge gras (30 tonnes par jour) qui alimentait la manufacture d'armes de Tulle.

## Culture et patrimoine

### Lieux et monuments
- Petite église paroissiale Saint-Christophe de Maussac. Elle est inscrite à l'Inventaire général du patrimoine culturel[31]. Appartenant à l'origine au prieuré de Bonnesaigne avec parties du XIIe siècle, remaniée au XVe siècle et restaurée au XIXe siècle :
  - clocher-tour au flanc sud de la nef établi en 1880 ;
  - couverture originale en ardoises épaisses d'Allassac. D'après la municipalité, ces ardoises sont parties il y a quelques années sur le château de Bity à Sarran et ont été remplacées par de petites ardoises mécaniques ordinaires.[réf. nécessaire]

### Galerie

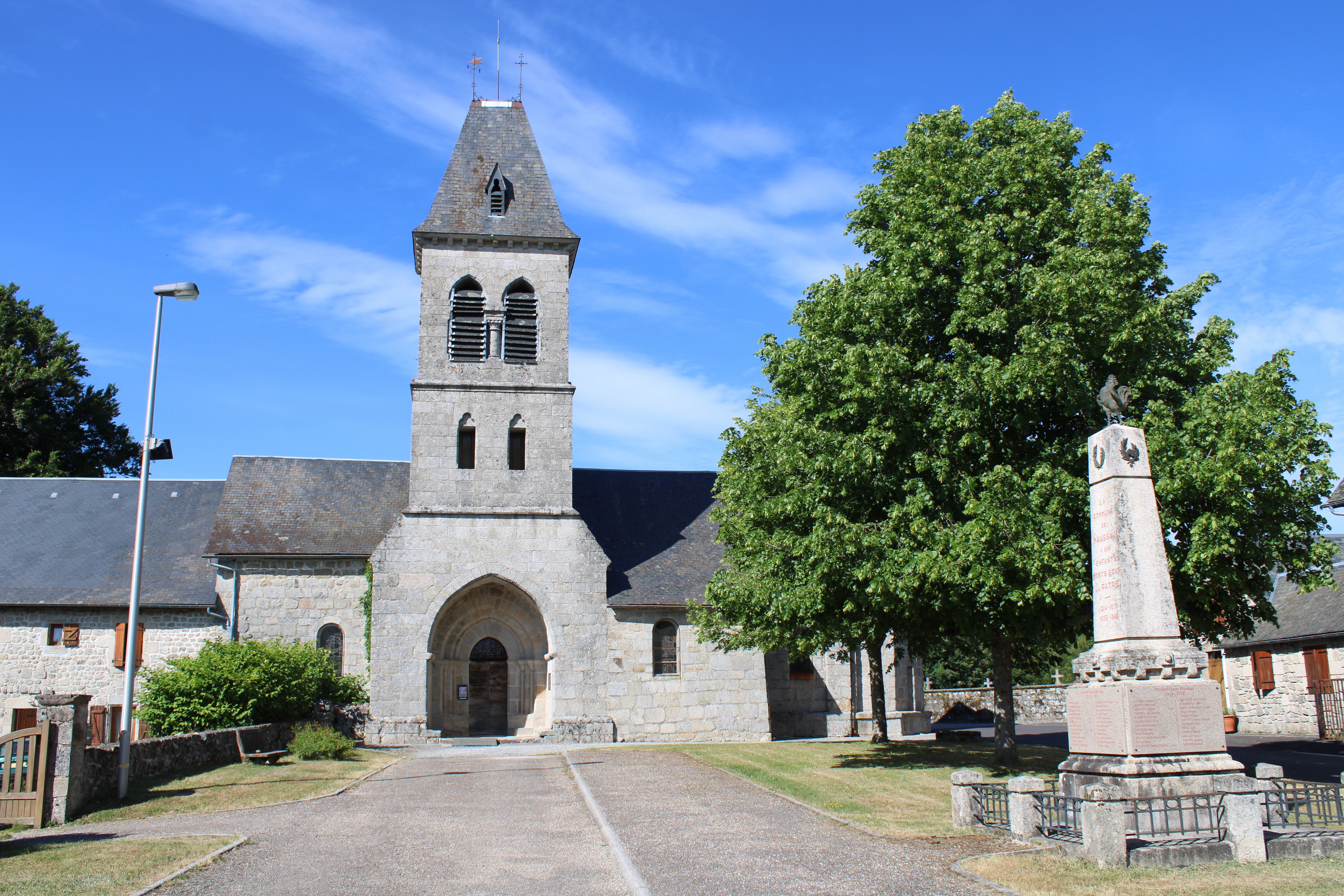
La place du village.
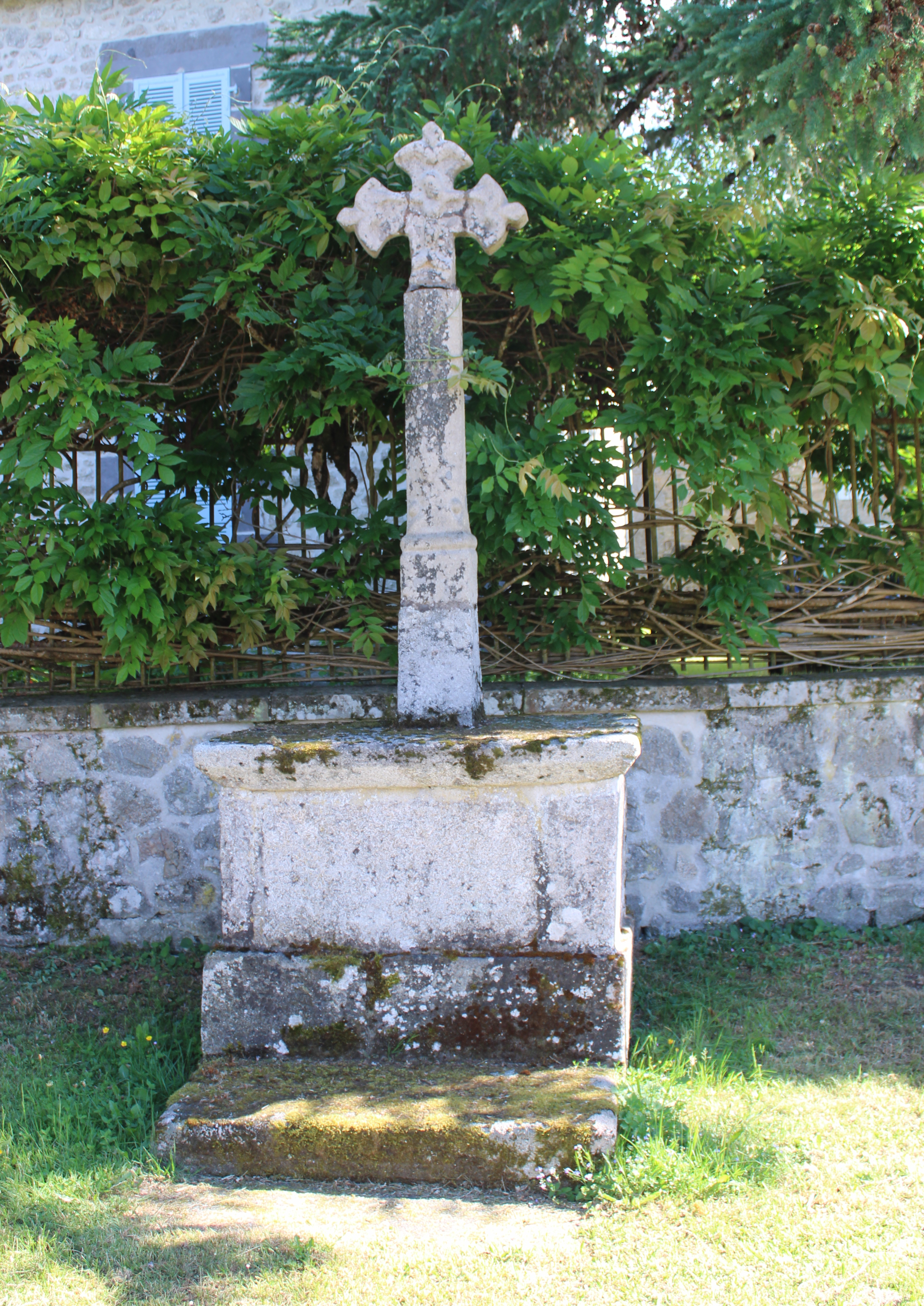
Ancien calvaire.
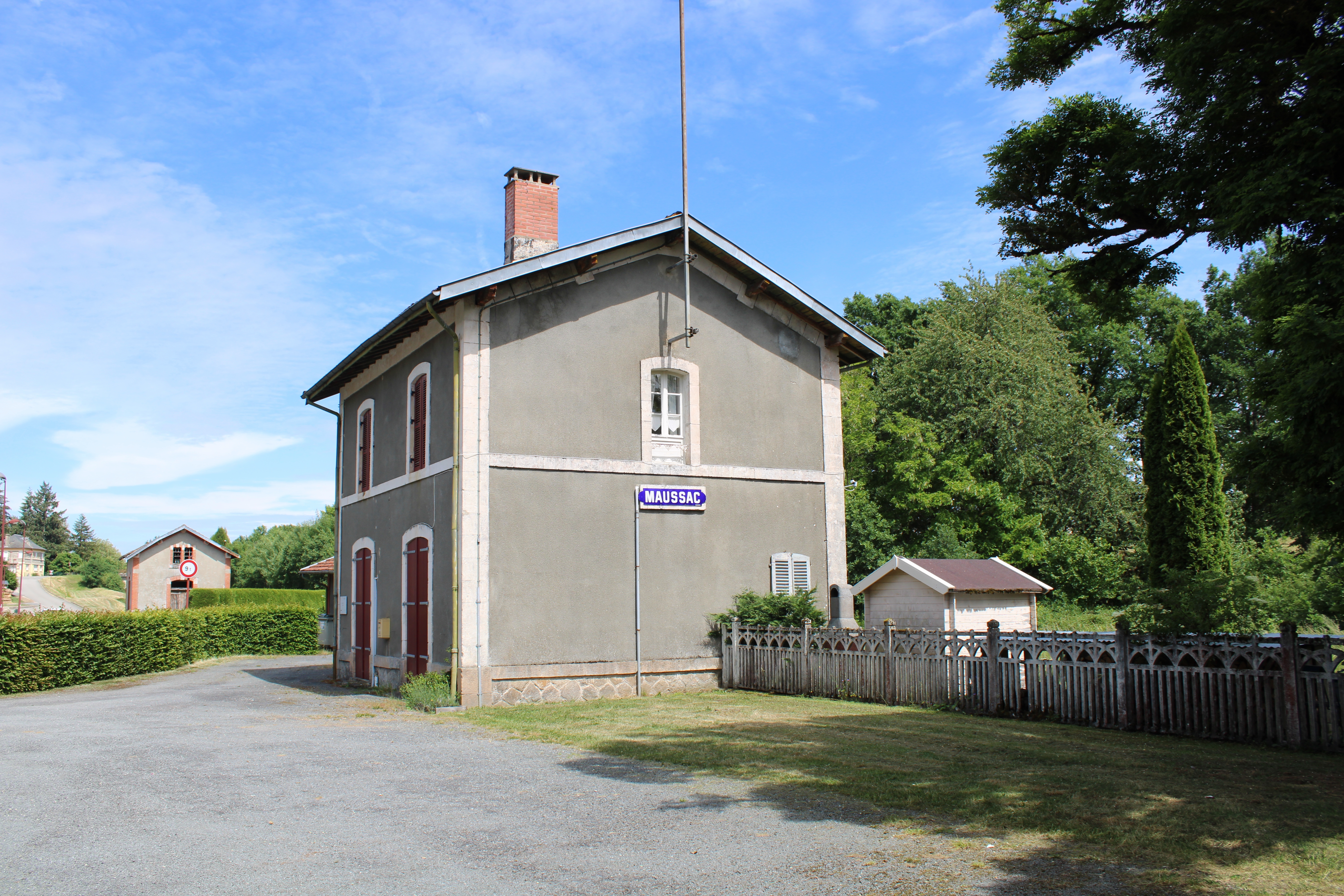
L'ancienne gare de Maussac.
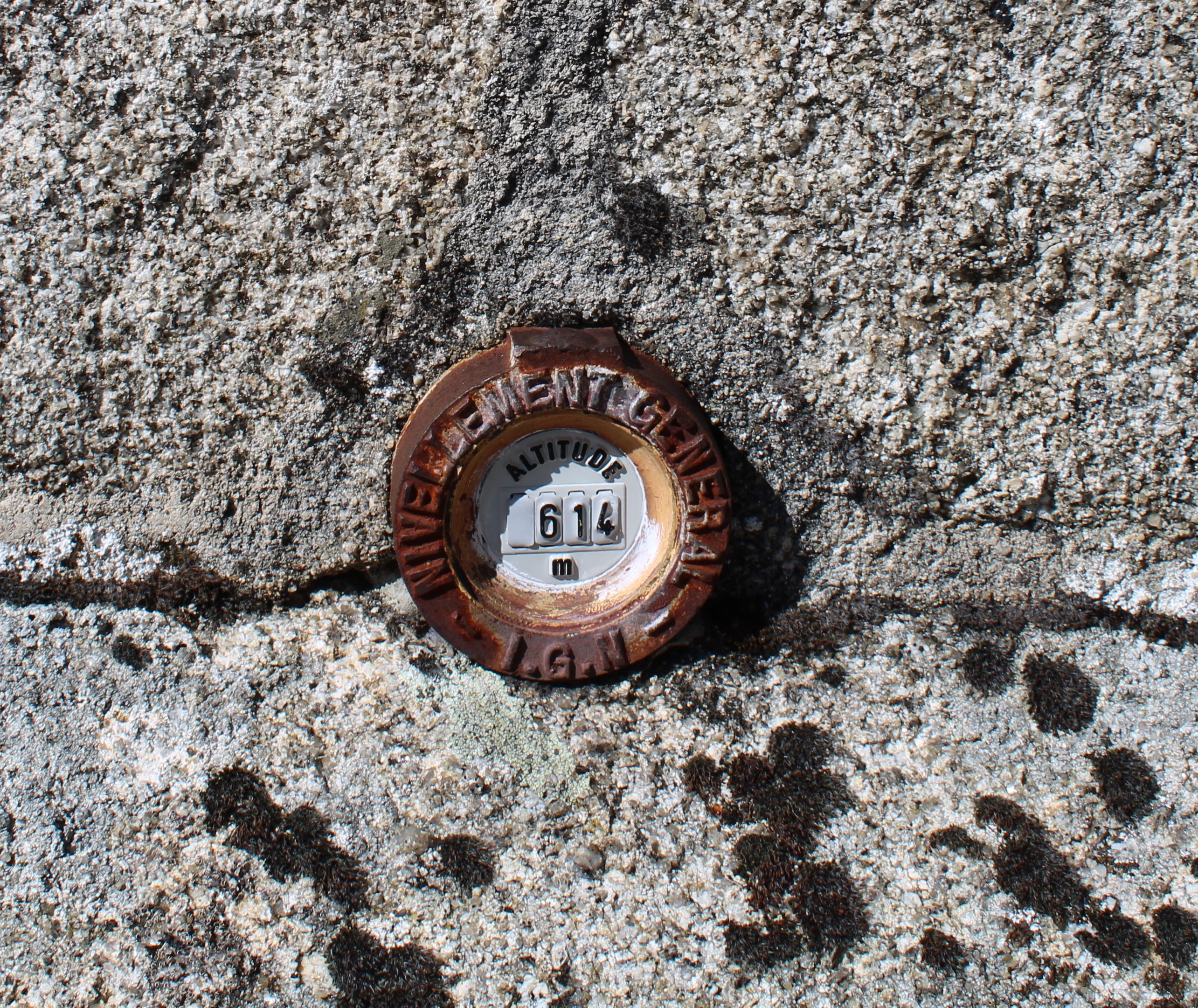
La borne de nivellement fixée sur le mur de l'église indique que de lieu est situé à une altitude de 614 m.

### Héraldique
| Blason de Maussac | Blason  | De gueules au chevron d'or accompagné de trois palmes de même, au franc-canton échiqueté de gueules et d'or. |
| Blason de Maussac | Détails | Le statut officiel du blason reste à déterminer.                                                             |

## Manifestations
Fin Mai : La Maussacoise, randonnée marche, VTT et Cyclo.
Fin Juillet : Fête de la St Jacques

## Sources